# 瑋焍婭·芭蘭獲獎及提名列表

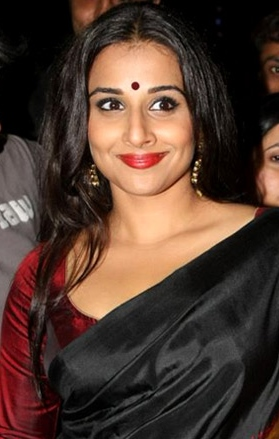
巴蘭在2012年印度明星電影獎上贏得了她獲得的五個最佳女主角獎中的第三個

瑋焍婭·芭蘭是一名印度女演員，主要拍攝印地語電影。她曾獲得多個獎項，其中包括一項國家電影獎、六項電影觀眾獎、六項印度明星電影獎、四項國際印度電影大獎，以及印度製片人工會獎
和Zee電影獎的各五個獎項。